# Peter Tiepold
Peter Tiepold (* 15. November 1945 in Berlin) ist ein ehemaliger deutscher Boxer. Er gewann bei den Olympischen Spielen 1972 in München eine Bronzemedaille im Halbmittelgewicht.

## Werdegang
Peter Tiepold begann als Jugendlicher mit dem Boxen. Aufgrund seiner Erfolge im Nachwuchsbereich wurde er zum SC Dynamo Berlin, dem Sportclub der Schutz- und Sicherheitsorgane der DDR, delegiert. Sein Trainer war dort Horst Gülle. Im internationalen Boxring trat er erstmals 1964 in Erscheinung, als er die DDR in Zinnowitz bei einem Junioren-Länderkampf gegen Polen vertrat und im Weltergewicht zu einem Punktsieg über Limanowski kam.
1966 wurde Peter Tiepold im Halbweltergewicht mit einem Sieg über Heiko Winter vom SC Magdeburg erstmals DDR-Meister. Diesen Titel gewann er bis zum Jahre 1974 noch weitere sechsmal. 1973 bezwang er dabei im Finale des Halbmittelgewichts den Olympiasieger von 1968 Manfred Wolke aus Frankfurt (Oder).
1967 startete er bei der Europameisterschaft der Amateure in Rom im Halbweltergewicht. Er besiegte dabei Jürgen Voß aus der Bundesrepublik Deutschland durch technischen KO i.d. 3. Runde und Petar Stoichew aus Bulgarien nach Punkten. Im Halbfinale unterlag er gegen Waleri Frolow aus der UdSSR, gewann aber eine EM-Bronzemedaille. Auch bei den Olympischen Spielen 1968 in Mexiko, der ersten, bei der die DDR eine eigene Mannschaft stellte, war er dabei. Er kam dabei im Halbweltergewicht zu Punktsiegen über Wladimir Kucera aus der ČSSR (5:0 Richterstimmen) und Jaime Lozanow aus Mexiko (5:0). Im Viertelfinale traf er auf den Polen Jerzy Kulej, gegen den er knapp nach Punkten verlor (2:3 Richterstimmen). Kulej wurde im Verlauf des Turniers Olympiasieger.
Bei der Europameisterschaft 1969 in Budapest schied Peter Tiepold nach einem Punktsieg über Gerd Puzicha aus der BRD im Achtelfinale durch eine Punktniederlage gegen Ljubinko Veselinovic aus Jugoslawien aus und kam dadurch nur auf den 9. Platz im Halbweltergewicht.
Ab 1971 konnte Peter Tiepold das Gewichtslimit für das Halbweltergewicht (63,5 kg) nicht mehr bringen und wechselte deswegen in das Weltergewicht (bis 67 kg Körpergewicht). In dieser Gewichtsklasse kam er bei der DDR-Meisterschaft aber nur auf den 3. Platz und wurde nicht für die Europameisterschaft in Madrid nominiert. 1972 wechselte er eine weitere Gewichtsklasse nach oben und startete nunmehr im Halbmittelgewicht (bis 71 kg Körpergewicht). In dieser Gewichtsklasse schaffte er die Qualifikation für die Olympischen Spiele 1972 in München. In München siegte er im olympischen Boxturnier über Ion Györfi aus Rumänien (4:1), Mikko Saarinen aus Finnland (5:0) und Emetrio Villanuevo aus Mexiko (5:0) nach Punkten und hatte damit mit dem Erreichen des Halbfinales  bereits eine Bronzemedaille gewonnen. Bei dieser Medaille blieb es dann auch, denn er verlor in diesem Halbfinale gegen Wiesław Rudkowski aus Polen nach Punkten (1:4 Richterstimmen).
Im Jahre 1973 gewann Peter Tiepold eine weitere Medaille. Er kam bei der Europameisterschaft in Belgrad im Halbmittelgewicht auf den 3. Platz. Im Halbfinale musste er sich dabei dem sowjetischen Boxer Anatoli Klimanow nach Punkten geschlagen geben. Die letzte internationale Meisterschaft, an der er teilnahm, war die Weltmeisterschaft in Havanna, die in diesem Jahr erstmals durchgeführt wurde. Er gewann in Havanna zunächst durch KO i.d. 2. Runde über Harald Sixt aus der BRD, hatte aber im Achtelfinale gegen den kubanischen Favoriten Rolando Garbey Pech, weil er gegen diesen wegen einer Verletzung aus dem Kampf genommen werden musste. So blieb für ihn nur der 9. Platz.
Danach schloss er seine Trainerausbildung ab und wirkte auf verschiedenen Stationen bis zu seiner Pensionierung im Jahre 2008 als Trainer.

## Internationale Erfolge
| Jahr | Platz  | Wettbewerb                                                                      | Gewichtsklasse | |
| 1967 | 3.     | EM in Rom                                                                       | Halbwelter     | mit einem T.KO-Sieg i.d. 3. Runde über Jürgen Voß (Boxer), BRD, einem Punktsieg über Petar Stoichew, Bulgarien u. einer Punktniederlage gegen Waleri Frolow, UdSSR                |
| 1968 | 5.     | OS in Mexiko-Stadt                                                              | Halbwelter     | mit Punktsiegen über Wladimir Kucera, ČSSR u. Jaime Lozano, Mexiko u. einer Punktniederlage gegen Jerzy Kulej, Polen (2:3)                                                        |
| 1969 | 9.     | EM in Budapest                                                                  | Halbwelter     | mit einem Punktsieg über Gerd Puzicha, BRD u. einer Punktniederlage gegen Ljubinko Veselinovic, Jugoslawien                                                                       |
| 1969 | 2.     | Meisterschaft der Schutz- u. Sicherheitsorgane der soz. Staaten in Berlin (Ost) | Halbwelter     | nach einer Punktniederlage im Finale gegen Abdraschid Abdrachmanow, UdSSR |
| 1971 | 1.     | TSC-Turnier in Berlin                                                           | Halbmittel     | |
| 1972 | 1.     | Chemie-Pokal in Halle (Saale)                                                   | Halbmittel     | |
| 1972 | Bronze | OS in München                                                                   | Halbmittel     | mit Punktsiegen über Ion Györfi, Rumänien (4:1), Mikko Saarinen, Finnland (5:0) u. Emetrio Villanueva, Mexiko (5:0) u. einer Punktniederlage gegen Wieslaw Rudkowski, Polen (1:4) |
| 1973 | 3.     | EM in Belgrad                                                                   | Halbmittel     | mit einem Punktsieg über Robert Maxwell, England u. einem kampflosen Sieg über Lauritz Jensen, Dänemark, sowie einer Punktniederlage gegen Anatoli Klimanow, UdSSR (0:5)          |
| 1973 | 2.     | TSC-Turnier in Berlin                                                           | Halbmittel     | nach einer T.KO-Niederlage i.d. 2. Runde gegen Juri Mokrezow, UdSSR |
| 1974 | 1.     | Chemie-Pokal in Halle (Saale)                                                   | Halbmittel     | nach einem kampflosen Sieg im Finale über Klaus Werner, DDR |
| 1974 | 2.     | Strandja-Turnier in Plowdiw                                                     | Halbmittel     | nach einer T.KO-Niederlage i.d. 2. Runde gegen Wladimir Danschin, UdSSR |
| 1974 | 9.     | WM in Havanna                                                                   | Halbmittel     | nach einem KO-Sieg i.d. 2. Runde über Harald Sixt, BRD u. einer T.KO-Niederlage i.d. 3. Runde gegen Rolando Garbey, Kuba                                                          |
| 1974 | 2.     | TSC-Turnier in Berlin                                                           | Halbmittel     | nach einer Punktniederlage im Finale gegen Juri Mokrezow |

## Länderkämpfe
| Jahr | Ort           | Begegnung                         | Gewichtsklasse |                                                         |
| 1964 | Zinnowitz     | DDR Junioren gegen Polen Junioren | Welter         | PS über Limanowski                                      |
| 1965 | Berlin        | DDR Junioren gegen Polen Junioren | Halbwelter     | Punktsieger über Wieslaw Jarosz                         |
| 1967 | Schwerin      | DDR gegen Bulgarien               | Halbwelter     | Punktsieger über Petar Stoichew                         |
| 1967 | Berlin        | DDR gegen Ungarn                  | Halbwelter     | T.KO-Sieger i.d. 3. Runde über Miklos Mincsik           |
| 1968 | Plowdiw       | Bulgarien gegen DDR               | Halbwelter     | Punktsieger über Petar Stoichew                         |
| 1968 | Halle (Saale) | DDR gegen Kuba                    | Halbwelter     | Disq.-Niederlage i.d. 3. Runde gegen Enrique Regueferos |
| 1971 | Bukarest      | Rumänien gegen DDR                | Halbmittel     | Punktsieger über Niculae                                |
| 1971 | Potsdam       | DDR gegen Polen                   | Halbmittel     | Disq.-Sieger i.d. 2. Runde über Waldemar Kowalski       |
| 1972 | Gera          | DDR gegen Rumänien                | Halbmittel     | Punktsieger über Ion Mocanu                             |
| 1972 | Erfurt        | DDR gegen Rumänien                | Halbmittel     | Punktsieger über Ion Mocanu                             |
| 1973 | ?             | DDR gegen Frankreich              | Halbmittel     | T.KO-Sieger i.d. 1. Runde über Michel Belliard          |
| 1973 | Berlin        | DDR gegen Polen                   | Halbmittel     | Punktsieger über Eugeniusz Baca                         |
| 1974 | Bukarest      | Rumänien gegen DDR                | Halbmittel     | Punktsieger über Ion Florea                             |
| 1974 | Galați        | Rumänien gegen DDR                | Halbmittel     | Punktsieger über Sandu Tirila                           |
| 1974 | ?             | Frankreich gegen DDR              | Halbmittel     | KO-Sieger i.d. 1. Runde über Roland Perfetti            |

## DDR-Meisterschaften
| Jahr | Platz | Gewichtsklasse | Ergebnis                                                                    |
| 1966 | 1.    | Halbwelter     | mit einem Sieg im Finale über Heiko Winter, SC Magdeburg                    |
| 1967 | 1.    | Halbwelter     | mit einem Sieg im Finale über Peter Rieger, TSC Berlin                      |
| 1969 | 1.    | Halbwelter     | mit einem Sieg im Finale über Peter Rieger                                  |
| 1970 | 1.    | Halbwelter     | mit einem Sieg über Ulrich Beyer, ASK Vorwärts Frankfurt (Oder)             |
| 1971 | 3.    | Welter         | hinter Manfred Weidner, SC Traktor Schwerin u. Hofmann, SG Motor Babelsberg |
| 1972 | 1.    | Halbmittel     | mit einem Sieg im Finale über Abraham, SC Chemie Halle (Saale)              |
| 1973 | 1.    | Halbmittel     | mit einem Sieg über Manfred Wolke, ASK Vorwärts Frankfurt (Oder)            |
| 1974 | 1.    | Halbmittel     | mit einem Sieg über Detlef Strassberg, SC Chemie Halle                      |